# Altius (dron)
Altius, inna używana nazwa to Altair (ros. Альтиус, Альтаир) – rosyjski bezzałogowy statek powietrzny klasy HALE (High-Altitude Long-Endurance), przeznaczony do zadań rozpoznawczych i uderzeniowych oraz walki elektronicznej.

## Historia
Konstrukcja została opracowana przez OKB Sokoł i firmę Tranzas. Prace rozpoczęto w październiku 2011 r., rosyjskie Ministerstwo Obrony przyznało konstruktorom kontrakt w wysokości miliarda rubli na stworzenie drona o masie startowej do 5 ton. Głównym projektantem został Aleksander Władysławowicz Gomzin. Prototyp został zaprezentowany ministrowi Siergiejowi Szojgu 5 lutego 2013 r. Oblot wykonano w 2016 r. Drugi prototyp, oznaczony jako Altius-M, został zaprezentowany 19 maja 2017 r. sekretarzowi Rady Bezpieczeństwa Rosji Nikołajowi Patruszewowi i Pełnomocnikowi Prezydenta w Nadwołżańskim Okręgu Federalnym Michaiłowi Babiczowi. Do napędu drona pierwotnie przewidziano niemieckie silniki Red Aircraft A03. Po wprowadzeniu sankcji zdecydowano się na użycie rodzimych silników Klimow WK-800C.
W kwietniu 2018 r. Aleksander Gomzin, dyrektor generalny Biura Sokoł i główny projektant, został aresztowany za defraudację 900 milionów rubli przeznaczonych na rozwój konstrukcji. Zaistniałe problemy doprowadziły do zmiany wykonawcy projektu. W 2018 r. jego realizację przejęły Uralskie Zakłady Lotnictwa Cywilnego w Jekaterynburgu. Projekt uzyskał również dofinansowanie ze środków armii rosyjskiej w wysokości dodatkowych dwóch miliardów rubli. W 2019 r. oblatano trzeci egzemplarz, noszący oznaczenie Altius-U. Ostatnia wersja, uważana za egzemplarz przedseryjny, nosi oznaczenie Altius-RU i została oblatana w 2021 r. 20 lutego Ministerstwo Obrony Federacji Rosji zawarło umowę z producentem na dostawę pierwszej partii dronów. Oficjalne próby państwowe zostały zakończone 21 grudnia 2021 r.
8 lipca 2025 r. doszło do katastrofy prototypu Altius-RU. Maszyna, w wyniku utraty łączności satelitarnej, uderzyła w zabudowania we wsi Dubki w Republice Tatarstanu.

## Opis techniczny
Altius jest zbudowany z materiałów kompozytowych w układzie klasycznego górnopłatu z usterzeniem Rudlickiego i trójpunktowym podwoziem chowanym w locie. Napędzany przez dwa silniki Klimow WK-800W osiągające moc startową 800 KM. Wyposażony w system nawigacji bezwładnościowej SP-2. Dodatkowo zaplanowano elementy systemu sztucznej inteligencji, możliwe będzie również zdalne sterowanie urządzeniem z pokładu myśliwca Su-57. Zakłada się, że elementy sztucznej inteligencji dadzą nowe możliwości, w tym możliwość samodzielnego atakowania celów naziemnych z pominięciem udziału operatora naziemnego. Mają też pozwolić na odciążenie operatorów systemów bezzałogowych, co jest szczególnie ważne podczas długich lotów i długich patroli. Jako uzbrojenie przewidziane są bomby szybujące Grom-2 lub kierowane pociski rakietowe Grom-1.
W wersji cywilnej zakłada się, że w przedniej części kadłuba umieszczony będzie sprzęt optoelektroniczny oraz radar. Masa startowa cywilnej wersji ma wzrosnąć do 7 ton, a udźwig do 2 ton.